# Санса Старк
Санса Старк (англ. Sansa Stark) — персонаж, созданный американским писателем Джорджем Р. Р. Мартином. Второй ребёнок верховного лорда севера Эддарда Старка и его жены Кейтилин Старк. Является одним из центральных персонажей (ПОВ) в серии фэнтези-романов «Песнь Льда и Огня» (не фигурирует только в романе «Танец с драконами»). Санса принадлежит к одному из великих домов Вестероса — дому Старков. Это старшая дочь лорда Эддарда Старка из Винтерфелла и его жены Кейтилин, их второй ребёнок. У неё есть четыре брата и сестра. После того как Эддард Старк принял предложение Роберта Баратеона стать десницей, Санса должна была выйти замуж за сына Роберта Джоффри Баратеона.
В ТВ-адаптации роль Сансы исполнила британская актриса Софи Тёрнер. Персонаж получил высокую оценку со стороны критиков и занимает четвёртое место в списке лучших персонажей серии по версии журнала «Rolling Stone».

## Персонаж
Санса родилась и выросла в Винтерфелле. У неё хорошо получается все, что должна делать настоящая леди: Санса отлично шьет, вышивает, увлекается музыкой и поэзией. Цвета её волос и глаз унаследованы от матери, которая родом из дома Талли, и Кейтилин считала, что Санса красивее, чем была она в её возрасте.
У Сансы достаточно натянутые отношения с младшей сестрой, девочки — две полные противоположности.
По мнению Тириона Ланнистера, Санса обладает чувством долга в полной мере, и могла бы стать прекрасной королевой.
Мечтательная и мягкая, она грезила балладами о доблестных рыцарях и прекрасных дамах, но, оказавшись в суровых условиях реальности, сумела найти в себе достаточно сил, чтобы приспособиться к ним и выжить.

## Сюжетные линии

### Игра престолов

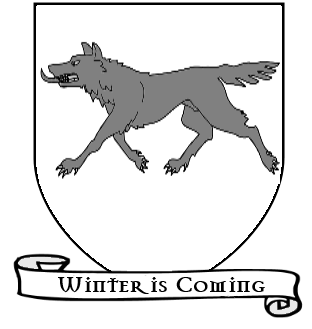
Герб дома Старков

На момент начала саги Сансе одиннадцать лет. Во время приезда Роберта Баратеона в Винтерфелл Неда Старка, её отца, назначают десницей короля, и Санса помолвлена с наследником престола, принцем Джоффри Баратеоном. Санса в восторге от перспективы уехать в Королевскую Гавань и выйти замуж за красивого принца — ей кажется, что все её мечты осуществляются, а жизнь становится прекрасной песней. Поначалу отношения с Джоффри у неё складываются хорошо — красивая и учтивая Санса производит приятное впечатление на королевскую семью. Санса слепо влюбляется в принца, а королеву считает примером и восхищается ею.
Но все начинает меняться, когда по пути в Королевскую Гавань, недалеко от замка Дарри, Санса гуляет в сопровождении Джоффри, и они встречают Арью и Мику, сына мясника. Дети играют: дерутся деревянными мечами. Желая произвести впечатление и просто поразвлечься, Джоффри угрожает Мике и ранит его якобы за то, что тот напал на Арью. Арья, защищая друга, вступает в конфликт в принцем, в результате которого лютоволчица Нимерия кусает принца. Санса становится свидетельницей драки. Джоффри лжет отцу, что Арья с Микой заранее спланировали нападение на принца и натравили на него лютоволчицу. Когда Сансу спрашивают, что произошло на самом деле, она, боясь окончательно потерять расположение Джоффри, врет королю, что ничего не помнит. Однако эта ложь оборачивается против самой Сансы: поскольку Нимерию не находят (Арья заставила её сбежать), Серсея настаивает на убийстве лютоволчицы Сансы, Леди. Эддард Старк сам исполняет приговор. Санса тяжело переживает утрату волчицы. Возможно, после смерти Леди Санса также утрачивает способности варга. Позже по приказу Ланнистеров Сандор Клиган убивает и сына мясника. После этого случая отношения между Сансой и Арьей окончательно портятся: сестры винят в происшедшем друг друга.
На турнире в честь десницы внимание Сансы Старк привлекает красивый рыцарь цветов, Лорас Тирелл, который дарит девушке красную розу и говорит комплименты. Там же Санса мирится с Джоффри — он снова ведет себя учтиво и всячески ухаживает за ней. Однако, когда Санса просит проводить её обратно до замка, он не идет сам, а приказывает Псу сопроводить её. По дороге пьяный Сандор рассказывает Сансе о том, как получил уродливый ожог.
После гибели Роберта Баратеона Нед Старк, осознав, в какое опасное место привез своих детей, планирует покинуть город. Санса, обиженная, что ей даже не разрешают попрощаться с принцем, рассказывает Серсее о намерениях отца. Девочка и не подозревает, что таким образом окажется причастной к аресту собственного отца. Он уже узнал тайну королевы, и та не может допустить, чтобы этот секрет оказался раскрыт. Узнав, что Эддард Старк приговорен к смертной казни и объявлен предателем, Санса молит у своего жениха о милости для отца, надеясь, что его просто сошлют на Стену на несколько лет. Джоффри соглашается помиловать Эддарда Старка с условием, что тот признает его полноправным королем. Нед выполняет это условие, но Джоффри все равно приказывает отрубить ему голову, позже говоря, что в этом и заключалась его милость: он «дарует» отцу Сансы быструю и легкую смерть.
После смерти отца воздушные замки о счастливой жизни в роли принцессы и королевы окончательно рушатся. Теперь Санса оказывается в положении заложницы, а король Джоффри становится её главным мучителем, заставляет терпеть физические и моральные страдания — приказывает своим гвардейцам бить Сансу, заставляет её смотреть на отрубленные головы отца и септы Мордейн. Однажды она даже хочет столкнуть Джоффри с высокой стены: в тот отчаянный момент Сансу не волнует, что за это её казнят. Однако Сандор Клиган, поняв её замысел, мягко останавливает девочку, тем самым спасая и Джоффри, и её саму.

### Битва королей
Будучи в плену у Джоффри, Санса Старк притворяется, что все ещё любит его, чтобы не вызвать ненароком его гнев.
Однажды она присутствует на турнире в честь тринадцатых именин короля Джоффри. Когда сир Донтос Холлард выходит против своего соперника пьяным и раздетым, Джоффри намеревается казнить его (утопить в вине). Однако Санса, пожалев никому не желавшего зла пьяницу, вмешивается, соврав, что убивать кого-то в день именин — плохая примета. Джоффри поначалу не верит ей, но Пес поддерживает эту ложь, и сир Донтос спасен от смерти: король соглашается оставить его при дворе в качестве шута. Донтос остается благодарен Сансе за спасение своей жизни.
Однажды ночью Санса находит в своей постели записку, в которой ей предлагается отправиться в богорощу, если она хочет попасть домой. Оказывается, что записку написал и подбросил сир Донтос Холлард. Он говорит ей, что его послали сами Старые Боги и уверяет, что они теперь герои старой песни, в которой поется про шута Флориана, который влюбляется в прекрасную Джонквиль.
Несмотря на то, что в Королевской Гавани Санса в основном окружена врагами, есть люди, которые неплохо к ней относятся. Арис Окхарт, например, держится с ней учтиво и, когда Джоффри приказывает бить Сансу, всегда старается смягчить удары, в отличие от Бороса и Меррина. У Сандора Клигана появляется некая привязанность к Сансе. Хотя он насмешливо называет её пташкой, пугает жесткими речами про убийства и постоянно грубит, он вместе с тем старается защитить её, по возможности ограждая от жестокости Джоффри. Единственный раз, когда король приказывает Псу ударить Сансу, тот её не трогает. Тирион Ланнистер тоже относится к Сансе по-доброму, никогда её не оскорбляет и даже жалеет: выражает сочувствие после утраты отца.
Однажды, после того, как брат Сансы Робб выигрывает очередное сражение, Джоффри приказывает своим гвардейцам раздеть и избить её. Однако Тирион вмешивается и уводит Сансу.
Во время бунта в Королевской Гавани сир Мендон, который должен был охранять Сансу, оставляет её, сбегая в замок. Брошенную без защиты Сансу чуть не стаскивает с лошади разъяренная толпа, но Сандор Клиган, буквально прорубив путь к ней, спасает её и отвозит в замок.
Незадолго до Битвы на Черноводной Санса испытывает первую менструацию и официально становится женщиной. Испугавшись, что Джоффри захочет тут же на ней жениться, она пытается скрыть следы крови, однако это ей не удается. Санса беседует на женские темы с Серсеей. Тем временем вслед за авангардом подходит пехота, конница и флот Станниса и начинается осада Королевской Гавани. Санса вместе с другими знатными дамами запирается в бальном зале, где беседует с пьяной королевой, которая сообщает, что приказала сиру Илину Пейну убить всех присутствующих, если Станнису удастся победить, чтобы «Старки никогда не порадовались падению Ланнистеров». Почти в конце сражения, когда сир Лансель докладывает Серсее, что битва проиграна, Санса убегает в свои покои, где её ждет пьяный Пес, дезертировавший с поля боя. Он говорит, что собирается бежать на Север и предлагает ей пойти с ним, обещая позаботиться о ней и защитить. Санса отказывается, и он толкает её на кровать, приставляет к горлу нож, требуя обещанную песню. Вместо песни про Флориана и Джонквиль Санса поет ему гимн Матери, и Сандор уходит, оставляя на полу окровавленный белый плащ, который Санса впоследствии хранит среди своей одежды. Позже Санса помнит события той ночи несколько иначе. Позже к ней в комнату приходит Донтос и сообщает, что город спасен.
Как часть союза Ланнистеров и Тиреллов, войска которых оказали помощь Джоффри в Битве на Черноводной, официально объявляется о помолвке короля и леди Маргери Тирелл. Счастливая Санса думает, что наконец освободилась от Джоффри. Но её радость длится недолго: Донтос объясняет, что Джоффри слишком привязан к своей «игрушке», чтобы просто так её отпустить, а значит, если он захочет лечь с ней в постель, он ляжет. Донтос дарит Сансе сеточку для волос с темно-пурпурными асшайскими аметистами, которая, по его словам, волшебная и поможет ей добраться домой.

### Буря мечей
Санса Старк получает от Маргери приглашение на ужин. Во время трапезы леди Оленна, бабушка Маргери, расспрашивает Сансу о Джоффри, желая узнать, каким он будет мужем для Маргери. Санса признается, что он тиран и садист.
Тиреллы завязывают добрые отношения с Сансой. Маргери регулярно приглашает девушку к себе и своим кузинам. Они катаются на лошадях, поют, вышивают и делятся секретами. Санса вспоминает, что у неё уже давно не было подруги, с тех самых пор как Джейни Пуль её покинула. Санса боится за подругу и просит Маргери не выходить за Джоффри, но та уверена, что все будет хорошо, уверяя что её брат, сир Лорас, будет членом Королевской Гвардии и сможет за неё вступиться, если Джоффри окажется груб. Леди Оленна планирует выдать Сансу за своего внука Уилласа, старшего брата Маргери и наследника Хайгардена. Уиллас хромой, но по словам Маргери, у него доброе сердце. Санса думает, что ей нет дела до его ноги, раз он хороший человек, и радуется предстоящей помолвке. Санса сообщает Донтосу, что больше не хочет бежать из города, но тот уверяет, что Тиреллам нужна не она, а её наследство.
Радужным мечтам Сансы не суждено сбыться: лорд Тайвин узнает о планах Тиреллов и поспешно организовывает брак Тириона и Сансы. Девушка узнает о браке только в день своей свадьбы: Серсея ставит её перед фактом. Во время церемонии Санса отказывается согнуть колени, и Тириону приходится встать на спину шута, чтобы облачить её в свадебный плащ. Во время танца Джоффри уверяет Сансу, что будет спать с ней и обещает ей отрубить голову Тириону, если тот станет возражать. Санса полна страха и отвращения. Король также намеревается устроить ей и дяде провожание, но Тирион угрожает королю и избавляет Сансу от унизительной церемонии. В первую брачную ночь он, стараясь щадить чувства молодой жены, обещает, что не притронется к Сансе, пока та сама этого не захочет. Санса признательна номинальному мужу за эту заботу, как и за прежние проявления добрых чувств к ней — но испытывает к нему физическое отвращение, которого не может, да и не пытается преодолеть.
Одну за другой она получает скорбные вести о гибели сначала Брана и Рикона, затем о смерти матери и брата Робба.
Присутствует на Пурпурной Свадьбе вместе со своим мужем. Сразу после отравления Джоффри она бежит из города вместе с сиром Донтосом, спустившись по секретной лестнице к гавани, где их встречает Освелл Кэттлблэк и отвозит на лодке к кораблю. Там её ждет Петир Бейлиш. Мизинец тут же приказывает убить Донтоса, заявив, что тот помогал ей бежать не из благодарности за спасение, а за награду в десять тысяч золотых драконов. Санса в ужасе. Тут же он рассказывает, что за убийством короля стоит он сам и Тиреллы, а также про нанятых им карликов (чтобы разозлить Тириона и подставить его).
Мизинец привозит Сансу в собственное родовое гнездо, спрятав её там под маской своей незаконнорождённой дочери Алейны Стоун. О том, кто она такая, знают лишь несколько преданных Петиру людей и тетка Сансы, леди Лиза Аррен.
Сама леди Лиза быстро добирается к Петиру, взяв с собой певца и септона, сразу настаивает на браке. В ночь после бракосочетания певец Мариллион пытается изнасиловать Сансу, но её спасает сир Лотор, которому Петир предусмотрительно приказал охранять её. Позже Лиза сообщает, что планирует брак Сансы и Роберта Аррена, наследника Орлиного Гнезда. Санса прибывает в Орлиное Гнездо и остается там. Однажды она строит замок из снега, Винтерфелл, вспоминая братьев и сестру. Петир помогает ей и в конце целует. Санса вырывается, боясь, что на этот раз её никто не защитит. Однако, когда Мизинец снова пытается её поцеловать, появляется Роберт Аррен. Увидев снежный замок, он ломает его, а Санса, пытаясь ему помешать, случайно рвет его куклу. Роберт злится и плачет, после чего у него случается очередной припадок.
Позже Сансу вызывает к себе леди Лиза. Оказывается, она видела, как Петир целовал Сансу и пребывает в бешенстве. Заманив Сансу в зал, она пытается вытолкнуть её в Лунную Дверь. Тем временем Мариллон громко поет, чтобы убийство племянницы для леди Лизы прошло без последствий. Но в зал входит Петир и, успокоив жену, заставляет её отпустить Сансу. После чего говорит, что всю жизнь любил только Кэт и сталкивает в Лунную дверь саму Лизу Аррен. Вину за её убийство он сваливает на Мариллиона.

### Пир стервятников
В Орлиное Гнездо прибывает Нестор Ройс для расследования смерти леди Лизы. Санса подтверждает, что Лизу Аррен в Лунную дверь столкнул Мариллон. Сам певец после многочисленных пыток не отрицает навязанного ему преступления.
Лорды Долины Аррен объединяют свои силы против Мизинца, требуя, чтобы Бейлиш выдал им их сюзерена, Роберта Аррена. Хитростью он заставляет их согласиться на сделку: он готов отказаться от титула протектора и опекунства ровно через год, если к тому времени у лордов останутся к нему претензии. Они дают ему обещание в течение этого года не препятствовать ему управлять Долиной.
Петир Бейлиш уговаривает мейстера Колемона давать иногда Роберту макового молока. Санса заботится о Робине Аррене и управляет хозяйством в Орлином Гнезде в отсутствие Мизинца.
Санса вместе с Робертом спускаются в люльке в Небесный замок из непредназначенного для зимовки Орлиного Гнезда, где их ожидает Миранда Ройс. В Лунных Воротах кортеж встречает Петир. Он рассказывает Сансе о событиях в столице и говорит, что нашел ей жениха — Гарольда Хардинга, предложив опекавшей его леди Уэйнвуд огромное приданое. Мизинец объясняет Сансе, что Гарольд является наследником Роберта Аррена, а поскольку Роберт не проживет долго, этот брак превратит Сансу в леди Долины и даст ей ресурсы для возвращения Винтерфелла. Тем временем Бриенна Тарт разыскивает Сансу, чтобы исполнить клятву, данную её матери. Серсея Ланнистер, уверенная, что Санса участвовала в убийстве её сына, жаждет мести.

### Ветра зимы
В спойлерной главе Петир Бейлиш знакомит Сансу Старк с наследником Долины Гаррольдом Хардингом.

## Телесериал
Сюжетная линия Сансы в пятом сезоне расходится с книжной и в основных моментах повторяет сюжетную линию Лже-Арьи (Джейни Пуль) из книг.

#### Пятый сезон
Мизинец объявляет, что они едут куда-то, где Ланнистеры никогда не смогут достать Сансу. Позже Санса пытается выяснить, что за письмо прислали Мизинцу, тот не отвечает ей, но хвалит за наблюдательность. В таверне они сталкиваются с Бриенной Тарт, которая предлагает Сансе свою защиту, но девушка отказывается. Мизинец сообщает Сансе о её помолвке. Вскоре Санса узнает, что Мизинец собирается выдать её замуж за Рамси Болтона. Она в ужасе от такой перспективы и просит этого не делать, угрожая уморить себя голодом. Бейлиш успокаивает Сансу, говоря, что лучше ей жить в Винтерфелле, чем всю жизнь бегать от Ланнистеров. Более того, в родном замке у неё даже появится возможность отомстить за смерть родных. Санса успокаивается и по прибытии домой тепло приветствует Рамси и его отца, хотя перед этим и колеблется от переполняющих её чувств. Девушку провожают в её комнату, где служанка говорит ей: «Север помнит».
Вскоре Петир сообщает Сансе, что отправляется в столицу, где его хочет видеть Серсея. Санса начинает паниковать, так как не хочет оставаться одна с Болтонами. Петир успокаивает её и говорит, что, по его мнению, вскоре к Винтерфеллу подойдет Станнис Баратеон со своей армией. Он освободит замок, а Сансу сделает хранительницей Севера. Если этого не произойдет, Бейлиш просит девушку выйти за Рамси, который уже влюблен в неё, и привязать его к себе ещё больше.
В комнату Сансы приходит служанка, говорит о том, что у Старков на Севере ещё есть союзники, и если леди Сансе понадобится помощь, ей следует зажечь свечу в окне заброшенной башни. Позже, гуляя по двору замка, Санса останавливается у подножия башни. Там её находит Миранда, которая ведёт Сансу на псарню. В дальней клетке Санса обнаруживает грязного затравленного Теона Грейджоя. Узнав, что присутствие Грейджоя в Винтерфелле для неё больше не секрет, Рамси приводит Теона на семейный ужин, где принуждает железнорождённого принести извинения его невесте за убийство её братьев, Рикона и Брана.
В богороще, после всех традиционных для церемонии бракосочетания фраз, Санса соглашается стать женой Рамси. Вместе с мужем они идут в комнату, где Рамси срывает с Сансы одежду и насилует её. В спальне присутствует Теон, которому Рамси приказал смотреть на это.
Однажды Теон приносит Сансе, которую Рамси не выпускает из комнаты, завтрак. Санса просит Теона зажечь свечу в окне заброшенной башни, по этому сигналу к ней должна прийти помощь. Теон, казалось, соглашается. Позже Рамси выводит Сансу на прогулку. Мимоходом Санса подбирает лежащий на перилах штопор. Она спрашивает, не волнуется ли он в связи с беременностью Уолды за своё положение. Рамси отвечает, что он признан законным наследником указом короля. Санса отвечает, что король тоже бастард. Рамси замечает, что и бастарды могут добиться успеха, и приводит в пример Джона Сноу, который избран лордом-командующим Ночного дозора, о чём Санса не знала. Затем Рамси вспоминает, зачем позвал супругу, сообщает, что Теон ему всё рассказал, выводит её во двор, показывает висящее на кресте освежёванное тело служанки и говорит, что даже под пытками она не сказала, кто на Севере хочет помочь Сансе.
Санса спрашивает у Теона, зачем он всё рассказал Рамси. Теон отвечает, что пытается ей помочь, потому что даже если она сбежит, Болтоны всё равно её поймают и будет только хуже. Оправдываясь, он проговаривается, и Санса узнаёт, что её младшие братья, Бран и Рикон, живы.
Когда армия Станниса подходит к Винтерфеллу и войска Болтонов выступают им навстречу, Санса решает воспользоваться суматохой, штопором, который подобрала во время прогулки с Рамси во дворе замка, вскрывает замок своей темницы, пробирается в заброшенную башню и зажигает свечу. В окно она видит, как конница Болтонов окружает и громит пехоту Станниса. Понимая, что помощи ждать бессмысленно, она собирается сбежать из замка, но сталкивается с Мирандой и Теоном. Миранда целится в неё из лука и объясняет, что не собирается её убивать, только покалечит, ведь задача супруги Рамси — родить наследника, а для этого дела многие части тела не понадобятся. Миранда собирается стрелять, но внезапно на неё набрасывается Теон и сбрасывает девушку со стены вниз во внутренний двор, в результате та разбивается насмерть. Тем временем войска Болтонов возвращаются в замок, Теон вместе с Сансой прыгают со стены замка в сугроб снаружи.

#### Шестой сезон
После побега из Винтерфелла Теон и Санса Старк пробираются через Волчий лес. За ними по пятам гонятся солдаты и собаки Рамси Болтона. В надежде сбить преследователей со следа Теон и Санса переправляются через замерзшую реку, однако собаки всё равно находят беглецов. Теон хочет отвлечь преследователей и просит Сансу бежать к Джону Сноу в Чёрный замок, но солдаты Болтонов берут их в окружение. Внезапно появляются Бриенна Тарт и Подрик Пейн, которые убивают всех противников. Бриенна присягает на верность Сансе.
По пути в Чёрный замок Бриенна рассказывает Сансе, что встретила Арью возле Кровавых ворот. Однако после схватки между Бриенной и Сандором Клиганом Арья пропала. Санса рада слышать, что её сестра жива. После того, как Теон принимает решение отправиться домой на Железные острова, Санса прощается с ним и напоследок обнимает.
В Чёрном замке Звук горна извещает о приезде всадников. Впервые за долгое время Джон видит свою сестру Сансу. Они вспоминают своё детство и пироги с почками, которые пекла старая Нэн. Попутно Санса просит прощения у Джона за то, что пренебрежительно относилась к нему все это время. Во время ужина с Эддом и Тормундом Джон получает письмо от Рамси, в котором сообщается, что Рикон удерживается в заложниках в Винтерфелле и, если Санса не вернется домой добровольно, люди Болтонов перебьют всех одичалых в Чёрном замке, изнасилуют Сансу, а Джона и Рикона скормят псам. Хотя у Джона есть только 2 тысячи одичалых, а у Рамси пять тысяч бойцов, Санса предлагает Джону пойти войной на Болтонов, вернуть родовой замок Винтерфелл и спасти Рикона. По её словам, дома Севера объединятся под знамёнами Джона, поскольку он сын истинного Хранителя Севера.
Сансе приносят записку от Мизинца, и она в сопровождении Бриенны встречается с ним в Кротовом городке. Петир пытается извиниться и говорит, что привел к ней на выручку армию Долины, но Санса не намерена его слушать. Она велит Мизинцу уходить к своей армии. Тот повинуется, но сообщает, что Бринден Талли, дядя Сансы, собрал остатки армии Речных земель и отвоевал Риверран. Санса присутствует на военном совете и доказывает всем, что благородные дома Севера, малые и большие, встанут на сторону последних выживших Старков. Она также рассказывает, что сир Бринден укрепился в Риверране, но не говорит, откуда она это узнала, соврав, что перед её побегом из Винтерфелла туда прислали ворона. Санса, Джон и их сторонники решают покинуть Чёрный замок и отправиться к лордам Севера, уговорив их всех по очереди присоединиться к ним. Они проводят переговоры с ними, но не слишком преуспевают в этом деле. Мало кто соглашается предоставить им воинов, лишь три малых дома прислали несколько сотен солдат. Поняв, что придется использовать любую возможную помощь, девушка пишет письмо Мизинцу.
В разгар битвы под Винтерфеллом, когда люди Болтонов зажимают армию Джона в кольцо, тем самым лишая их какой-либо надежды, звучит горн, и появляются рыцари Долины Аррен. Петир Бейлиш прибывает по зову Сансы и совершенно меняет ход битвы. Джон возглавляет остатки своей армии, ворвавшись в замок через выбитые великаном ворота. В поединке с Рамси Джон побеждает, но не добивает его и берет в плен. После победы Старки занимают Винтерфелл и поднимают над замком знамя с лютоволком. Санса приходит к камере Рамси, он уверяет, что Санса не может его убить, но та спускает на него голодных собак, которые разрывают своего бывшего хозяина на части. Улыбаясь, Санса уходит. Позже, в богороще к ней приходит Петир Бейлиш и говорит что хотел бы править Семью королевствами вместе с ней, но Санса уходит, не слушая его. Становится свидетельницей провозглашения Джона королём Севера.

#### Седьмой сезон
В начале 7 сезона Джон Сноу, отправляясь на Драконий Камень, передал ей все полномочия. Воссоединилась с Браном и Арьей. Публично уличила Мизинца в многократном предательстве, после чего тот был убит Арьей.

#### Восьмой сезон
В начале финального сезона Санса Старк воссоединяется со своим двоюродным братом Джоном Сноу в Винтерфелле, а также встречает Дейенерис Таргариен. Раскрывает Тириону происхождение Джона.  
В последней серии Санса добивается независимости Севера от Королевской Гавани и становится королевой Севера.